# 沃穆瓦斯
沃穆瓦斯（法語：Vaumoise，法語發音：[vomwaz]）是法国瓦兹省的一个市镇，属于桑利斯区。

## 地理
沃穆瓦斯（49°14'12"N, 2°58'47"E）面积3.13 平方千米，位于法国上法蘭西大區瓦兹省，该省份为法国北部内陆省份，北起索姆省，西接厄尔省和滨海塞纳省，南至塞纳-马恩省和瓦兹河谷省，东临埃纳省。
与沃穆瓦斯接壤的市镇（或旧市镇、城区）包括：夸约勒、贡德勒维尔、吕西-贝蒙、沃谢讷、韦村。

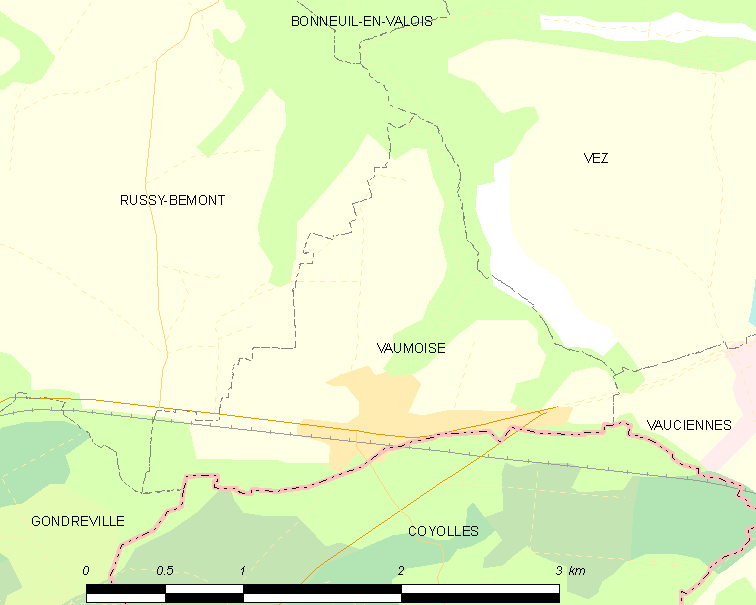
沃穆瓦斯的OSM定位图

沃穆瓦斯的时区为UTC+01:00、UTC+02:00（夏令时）。

## 行政
沃穆瓦斯的邮政编码为60117，INSEE市镇编码为60661。

## 政治
沃穆瓦斯所属的省级选区为瓦卢瓦地区克雷皮县。

## 人口

1962-2008年间沃穆瓦斯人口变化图示

沃穆瓦斯于2022年1月1日时的人口数量为1000人。